# Ґруєць-Мали (Великопольське воєводство)
Ґруєць-Мали (пол. Grójec Mały) — село в Польщі, у гміні Седлець Вольштинського повіту Великопольського воєводства.
Населення — 153 особи (2011).
У 1975-1998 роках село належало до Зеленоґурського воєводства.

## Демографія
Демографічна структура станом на 31 березня 2011 року:
|          | Загалом | Допрацездатний вік | Працездатний вік | Постпрацездатний вік |
| -------- | ------- | ------------------ | ---------------- | -------------------- |
| Чоловіки | 80      | 18                 | 54               | 8                    |
| Жінки    | 73      | 18                 | 42               | 13                   |
| Разом    | 153     | 36                 | 96               | 21                   |